# أم العمد (السفيرة)
أم العمد قرية سوريّة تتبع إداريّاً لمحافظة حلب منطقة السفيرة ناحية مركز السفيرة، بلغ تعداد سكانها 931 نسمة حسب التعداد السكاني لعام 2004.